# 韓公廉
韓公廉（？—？），北宋天文學家。

## 生平
曾任吏部守當官（宋朝負責架閣庫的檔案管理工作），精通《九章算術》，擅長以「勾股法」推考天度，曾應用於“假天儀”天體運行推估。又與蘇頌合製水運儀象台，於宋哲宗元祐七年（1092年）建成，為天文台與報時鐘之合體，著有《九章勾股測驗渾天書》。